# Eremulus elegans
Eremulus elegans är en kvalsterart som beskrevs av Gordeeva 1987. Eremulus elegans ingår i släktet Eremulus och familjen Eremulidae. Inga underarter finns listade i Catalogue of Life.